# Rosa Guraieb
Rosa Guraieb Kuri (20 mai 1931 — 2 mars 2014) est une pianiste, professeur de musique et compositrice mexicaine d'ascendance libanaise.

## Biographie
Rosa est née à  Matías Romero, Oaxaca, au Mexique et a étudié à Beyrouth avec Michel Cheskinoff au Conservatoire libanais national supérieur de musique. Elle a continué ses études au Mexique avec José Pablo Moncayo et Salvador Ordones Ochoa au Conservatoire de Mexico puis à l'Université de Yale et à Bayreuth, Allemagne,.

## Œuvres
- Me vas a dejar
- Reflejos
- Otoño
- Sonata para violín y piano
- Lejos
- Pieza Ciclica
- Palomita veloz
- Puerto de arribo
- Para alors
- La tarde